# 三江所城

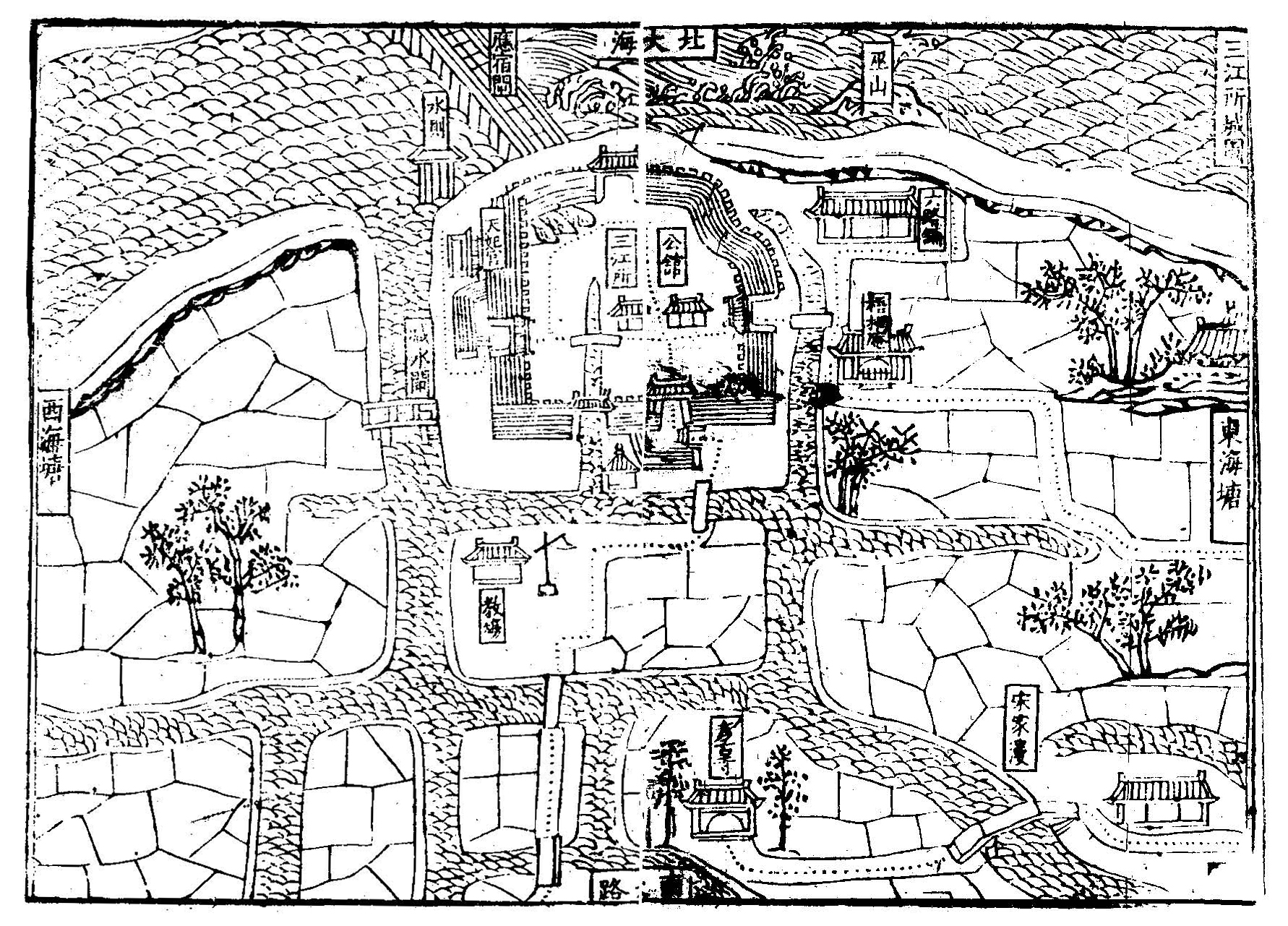
明万历十五年（1587）《绍兴府志》三江所城图。

三江所城位于中国浙江省绍兴市越城区斗门镇三江村，三江千户所为明朝设置的卫所，洪武二十年（1387）信国公汤和奉诏建置，属绍兴卫，为明初于绍兴府境内设立的“三卫五所”之一。治所在绍兴城北三十里浮山南麓，地当钱清江、曹娥江与钱塘江三江汇合处，与位于浮山北麓、龟山之上的三江巡检司城南北对峙，形成绍兴的海防门户。
所城城周三里二十步（约1472米），高厚均一丈八尺（约5.76米），设陆门四座，水门一座，四座陆门中除北门外均设有瓮城。大部分城墙已于20世纪70年代拆除，现仅存东城门，残长20米，高4.62米，拱门高4米，宽4.6米，以条石砌基，至1.90米处再以城砖错缝砌筑。城内主街呈十字形，南北主街西侧有三江城河，现主要建筑有城隍庙、关帝庙和东岳庙等，但传统民居已大部分被拆毁改建，已基本没有完整的台门建筑。
随着海防、三江河口形势的改变，三江所城的军事功能衰退，逐渐演变为聚落三江村，至2014年有村民1700多户，5000余人。2000年后因袍江工业园的建设，村落环境遭到严重污染。绍兴市自2014年开始启动旧村改造，计划在迁出居民后，保留“一河二路”的基本格局，保护和修缮一些具有历史价值和体现“古所城”风貌的建筑，形成遗址公园，并与三江闸、荷湖村、斗门古镇和汤绍恩纪念园等景区组成三江文化休闲区。